# Lagunilla del Jubera
Lagunilla del Jubera tỉnh và cộng đồng tự trị La Rioja, phía bắc Tây Ban Nha. Đô thị này có diện tích là 34,3 ki-lô-mét vuông, dân số năm 2009 là 320 người với mật độ 9,33 người/km². Đô thị này có cự ly 20 km so với Logroño.